# Альфред Накаш
Альфред Накаш (фр. Alfred Nakache, 18 листопада 1915 — 4 серпня 1983) — французький плавець і ватерполіст.
Учасник Олімпійських Ігор 1936, 1948 років.
Срібний призер Чемпіонату Європи з водних видів спорту 1938 року.